# 巫师 (MUD)
巫師，泛指MUD遊戲中的管理者或內容創作者。
大多數的MUD遊戲會設置多種不同層級的巫師，如: 大神、大巫師、巫師、見習巫師等。

## 起源
巫師的稱呼起源自第一個MUD(MUD1)。在該遊戲中，遊戲的目的是提升角色的等級直到最高等級，通過管理者的認可，最後成為一名巫師；並因而擁有修改、新增遊戲場景等權限。此一名稱據信是取自著名的奇幻小說「魔戒」中具有超凡能力的人物如：甘道夫，甘道夫在魔戒中的身分被稱為巫師。
巫師與現代線上遊戲中GM最大的不同在於，巫師主要由玩家經過身分轉換而來，並非遊戲開發團隊所雇用的成員。

## 與玩家的互動
由於巫師通常由玩家身分轉換而來，多數MUD允許巫師與玩家進行一般性的互動。例如巫師多半保有其身為玩家時期的角色名稱、職業、稱號等等，在不洩漏過多遊戲資訊的情況下，巫師可以自由和一般玩家聊天或主持某些遊戲中的活動。
但由於巫師身分通常賦予該角色特殊的權力，例如可以自行修改角色能力、或製造一般玩家無法取得的強力物品，因此一般MUD會禁止巫師參與玩家打怪或冒險等活動，以避免影響遊戲公平性。

## 對現實生活的影響
做為早期網路遊戲的雛形，MUD以及MUD中的巫師出現了為數不少對線上遊戲的設計與營運有深刻認識的開發者，例如台灣第一款自行開發的MMORPG《萬王之王》，其開發團隊便是來自同名的萬王之王遊戲中的巫師。這些非傳統單機遊戲開發者的族群(MUD 巫師)直接或間接促成了電腦遊戲從單機模式主流演變為線上遊戲主流。